# Božo Starčević
Božo Starčević (Zagabria, 11 dicembre 1988) è un lottatore croato, fino al 1991 jugoslavo, specializzato nella lotta greco-romana.

## Biografia
Ha prappresentato la Croazia ai Giochi olimpici estivi di Rio de Janeiro 2016, dove si è classificato al quinto posto nel torneo dei 75 chilogrammi.
Grazie al secondo posto ottenuto al torneo preolimpico europeo di Budapest 2021 si è qualificato ai Giochi di Tokyo 2020.

## Palmarès
- Europei

Tbilisi 2013: bronzo nella lotta greco-romana 74 kg.
- Giochi del Mediterraneo

Tarragona 2018: bronzo nei 77 kg.
- Campionati del Mediterraneo

Budua 2011: oro nei 74 kg.
Kanjiža 2014: bronzo nei 75 kg.